# 鹿草庄役場

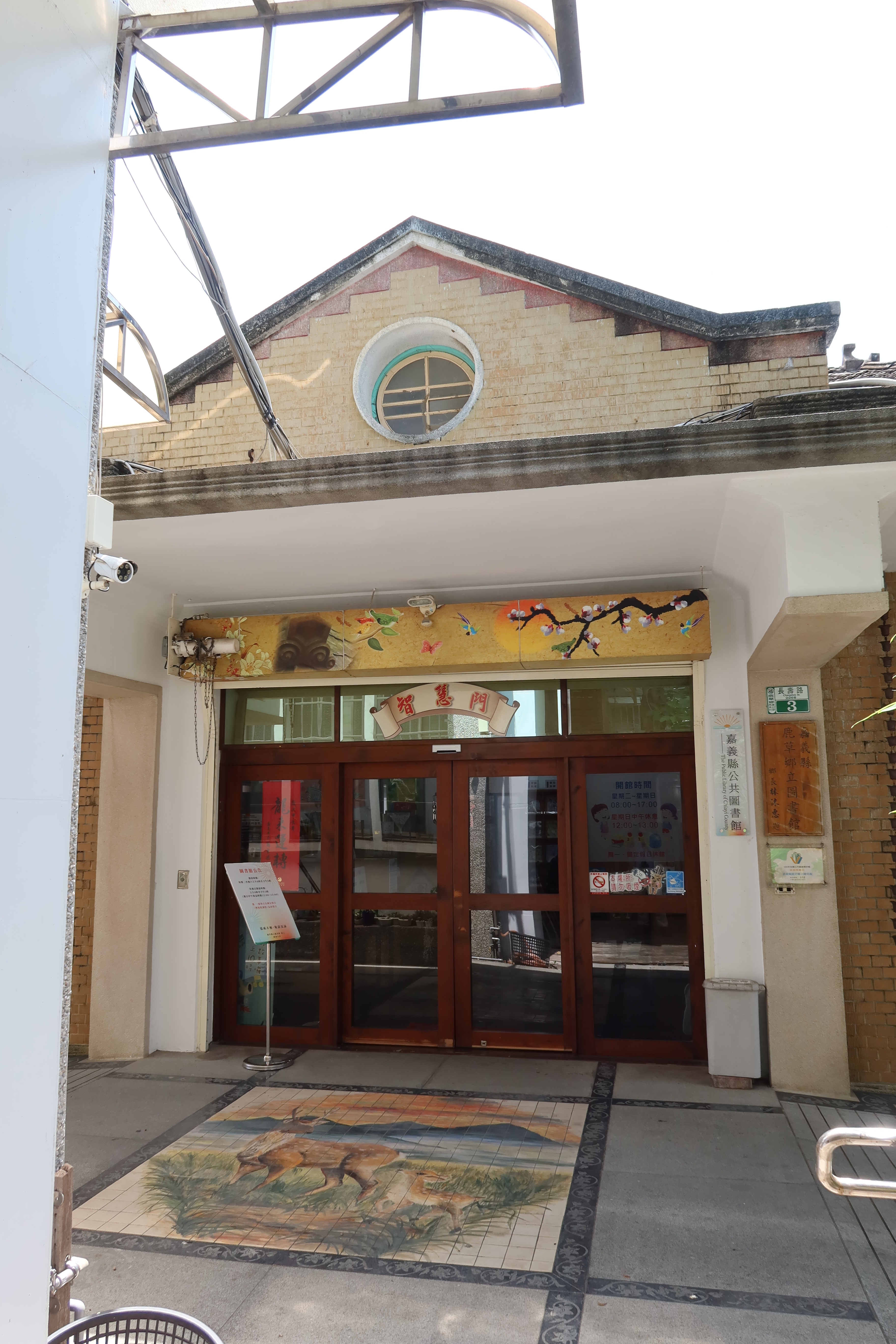
大門

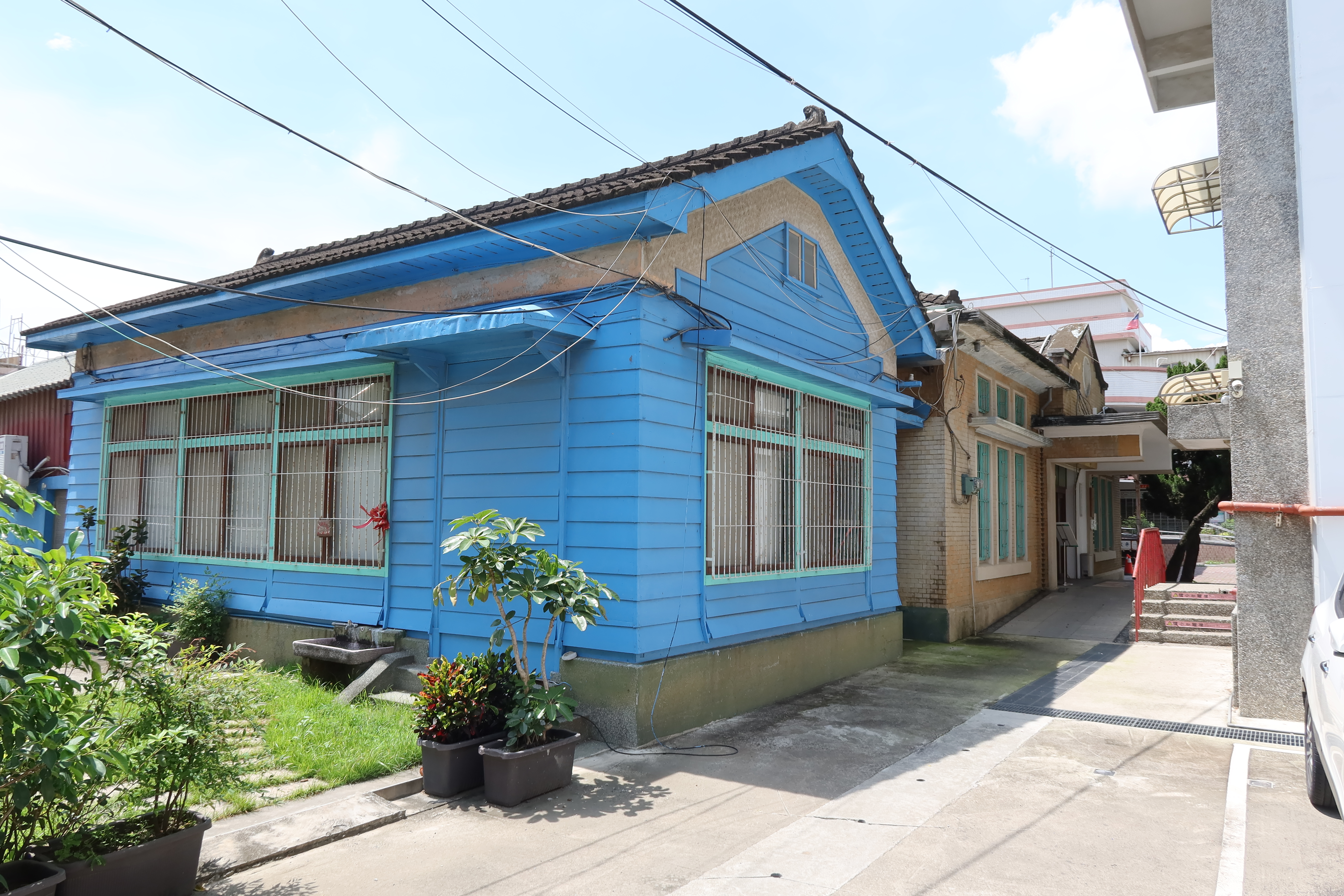
自北邊拍攝的原鹿草庄役場

鹿草庄役場位於臺灣嘉義縣鹿草鄉，該建物為日治時期遺留的庄役場建築，曾在二次大戰後作為鹿草鄉公所使用，後來改為鹿草鄉立圖書館。2024年時該建物登錄為嘉義縣歷史建築。

## 沿革
現存的鹿草庄役場建築準確來說是「第二代」鹿草庄役場，第一代鹿草庄役場建於大正十一年（1922年）。根據《臺灣日日新報》的報導（1936年1月31日），第一代鹿草庄役場時因為遭風雨損害且空間不敷使用等緣故，而決定運用昭和十年（1935年）的預算來興建新的庄役場建築，舊庄役場則改為會議室。新庄役場的工程在昭和十一年（1936年）1月29日舉行「工事入札」，而工程費用大約是當時的8500圓。
二次大戰後，隨著鹿草庄改制成鹿草鄉，該建築也改為「鹿草鄉公所」，直到民國71年（1982年）又改為鹿草鄉立圖書館。
鹿草庄役場建物的文資提報最初是由民間團體馬芝遴田野工作室提報，鹿草鄉公所事前並不知情。後來為了加速相關流程作業，改由鹿草鄉公所進行文資提報。

## 照片

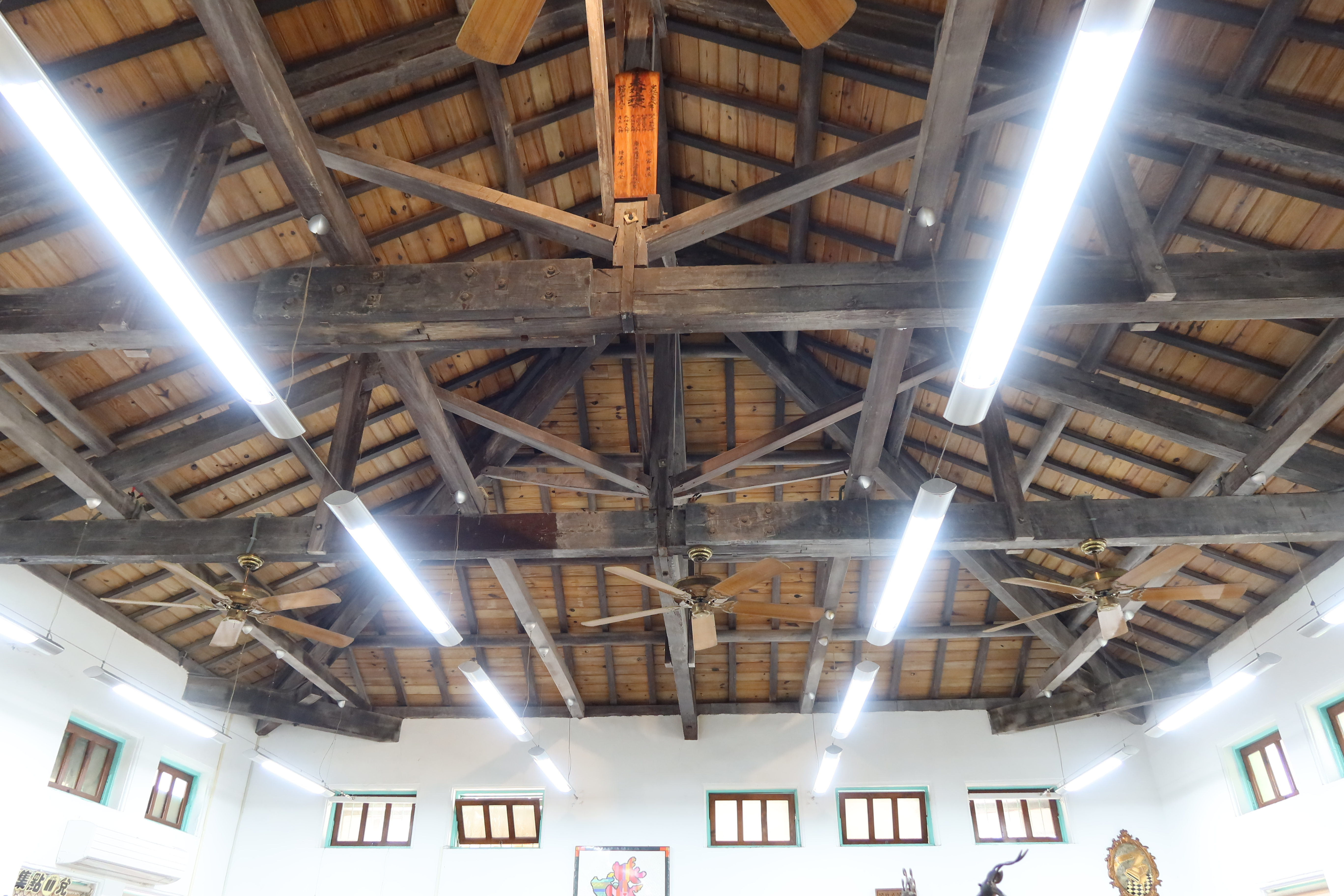
屋架
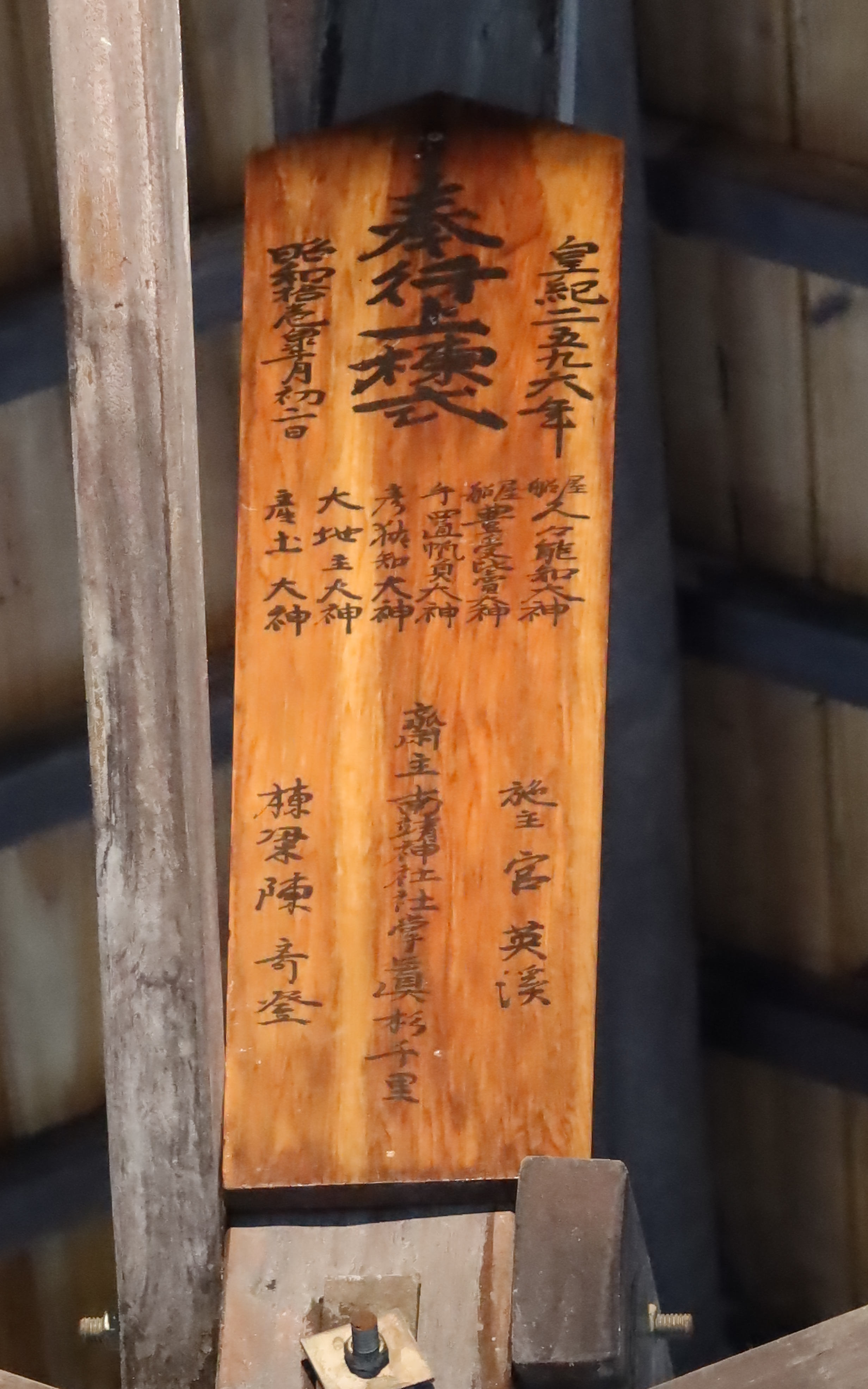
棟札